# Vlag van Pyrénées-Orientales

Vlag van Pyrénées-Orientales

De vlag van Pyrénées-Orientales is de niet-officiële vlag van het Franse departement Pyrénées-Orientales. Net als de meeste andere departementen van Frankrijk heeft Pyrénées-Orientales geen officiële vlag, maar wordt de hier rechts afgebeelde vlag op niet-officiële wijze gebruikt. De vlag is afgeleid van het wapen van dit departement.
De vlag bestaat uit vier horizontale rode banen op een gele (gouden) achtergrond.
Het ontwerp is identiek aan de zogeheten Senyera, de vlag van Catalonië en die van voormalige provincie Roussillon, het departement dat gedeeltelijk het noorden van dit grondgebied vormt. De vlag is geïnspireerd op het ontwerp van het wapen dat in 1950 is voorgesteld door Robert Louis.
Naast deze vlag is er een logovlag in gebruik.

Senyera
Logovlag